# Telefonická krizová intervence
Telefonická krizová intervence poskytuje pomoc osobám v krizové situaci prostřednictvím telefonu. Pracuje s metodami a technikami krizové práce s klientem, založeným na jednorázovém nebo opakovaném kontaktu s pracovištěm. Mezi nástroje patří linka důvěry, help-line, telefonická krizová pomoc.

## Základní formy
1. Specializované linky zaměřené na určitou problematiku, tzv. hot line. Tyto linky mohou být zaměřené například na AIDS, drogovou problematiku.
2. Kontaktní linky, tyto linky nemusí sloužit pouze klientům v krizi. V některých krizových, kontaktních centrech či v občanských poradnách jsou obvykle k dispozici klientům daného pracoviště pro navázání prvního kontaktu.
3. Linky důvěry, které se nespecializují jen na určitou problematiku, jsou pro celou populaci nebo jen pro děti či dospělé. Linka bezpečí pomáhá s řešením náročných životních situací i každodenních starostí a problémů.[2]

## Průběh rozhovoru
1. navázání kontaktu s klientem
2. aktivní naslouchání
3. identifikace objednávky a očekávání klienta (důležité je od klienta zjistit, co očekává od linky důvěry)
4. dotazování (otázky by měly sloužit k zmapování situace, mohou směřovat ke zjištění pocitů a reakcí volajícího a je možné dotazováním doplnit základní informace o klientovi či základní souvislosti)
5. respektování individuálních potřeb
6. řešení klientova problému
7. ukončení rozhovoru[3]

## Charakteristické znaky
Cíle telefonické krizové intervence (dále jen TKI) jsou shodné s cíli klasické krizové intervence tváří v tvář (tedy v co nejkratší době pomoci klientovi stabilizovat jeho emoce a zastavit jeho ohrožující tendence). Rozdílem je, že při TKI je
- potřeba pracovat s klientem velmi intenzivně,
- zaměření na aktuální problém,
- není důležité znát celou klientovu životní historii, ale jen fakta podstatná pro konkrétní rozhovor,
- kontakt, o jehož začátku, délce a ukončení rozhoduje klient sám,
- klientelu telefonické krizové intervence mohou tvořit lidé, kteří na ambulantní návštěvu nemohou dojít sami, nebo ti, kteří se bojí setkání tváří v tvář. [2]

### Výhody TKI oproti jiným formám krizové intervence
- Okamžitá pomoc. Klient má možnost vyhledat pomoc v jakoukoliv denní i noční hodinu.
- Snadná dostupnost. Telefon umožňuje zavolat si o pomoc prakticky odkudkoliv.
- Klient v krizi nemusí opouštět místo, kde se cítí v bezpečí.
- Nebo naopak může volat z místa, kde se aktuálně cítí ohrožený (střecha domu, kdy zvažuje, jestli skočit nebo ne).
- Bezbariérovost.
- Telefon také umožňuje překonání geografických bariér – klient může volat z druhé strany republiky.
- Bezpečí a kontrola klienta.
- Klient je ten, který má nad situací kontrolu a určitou moc.
- Nízké náklady.
- Anonymita klienta.
- Anonymita interventa.[1]

### Nevýhody TKI oproti jiným formám krizové intervence
- Absence vizuálního klíče (mimika, gesta, neverbální charakteristiky).
- Redukce informací o klientovi.
- Časový stres.
- Přerušení kontaktu.
- Nedostatečná zpětná vazba.

Zde probíhá rekapitulace, rozloučení s tím, že pokud by problémy přetrvávaly, může se klient na linku důvěry kdykoli znovu obrátit.

## Krizové linky v ČR
- Rodičovská linka,
- Linka bezpečí neboli linka pro rodinu a školu,
- Linka seniorů,
- Růžová linka, pomáhá dětem a mladistvým ve stavu akutní krize,
- Linka první psychické pomoci 116123 a další.